# Navia (planta)
Navia es un género de plantas fanerógamas perteneciente a la familia Bromeliaceae, subfamilia Pitcairnioideae. Descubierta en 1830 en Guyana, son cultivadas como planta ornamental por su follaje e inflorescencias.   Comprende 112 especies descritas y de estas, solo 93 aceptadas.

## Taxonomía
El género fue descrito por Josef August Schultes  y publicado en Systema Vegetabilium 7(2): lxv, 1195. 1830. La especie tipo es: Navia caulescens Mart. ex Schult. f. 
Etimología
Navia: nombre genérico otorgado en honor del científico Bernard Sebastian von Nau († 1845)

## Algunas especies aceptadas
A continuación se brinda un listado de las especies del género Navia (planta) aceptadas hasta octubre de 2013, ordenadas alfabéticamente. Para cada una se indica el nombre binomial seguido del autor, abreviado según las convenciones y usos.
- Navia arida L.B.Sm. & Steyerm.
- Navia cataractarum Sandwith
- Navia ebracteata Betancur & Arbeláez
- Navia igneosicola L.B.Sm., Steyerm. & H.Rob.
- Navia jauana L.B.Sm., Steyerm. & H.Rob.
- Navia mosaica B.Holst
- Navia paruana B.Holst
- Navia phelpsiae L.B.Sm.
- Navia pungens L.B.Sm.
- Navia tentaculata B.Holst